# バノックバーンの戦い
バノックバーンの戦い（英語: Battle of Bannockburn、ゲール語: Blàr Allt a' Bhonnaich）は、1314年6月24日にスコットランド王国とイングランド王国の間で行われた会戦。
スコットランドに侵攻したエドワード2世率いるイングランド軍が、スターリング近郊でロバート1世のスコットランド軍と戦い、大敗した。

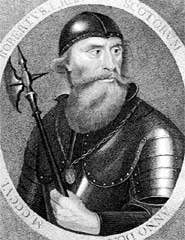
ロバート1世

## 背景
1272年に王座についたエドワード1世はイングランドの最も偉大な戦士王の一人であり、ウェールズの征服者、また「スコットランドへの鉄槌」であることを周囲に示した。エドワード1世はウェールズ戦争での経験から弓兵の価値を確信し、王国全土から多数の弓兵を募った。イングランド軍による1296年のスコットランド侵攻では、エドワード1世がフランスとの戦いで不在のときにウィリアム・ウォレスの地形を利用した戦術に敗れた（1297年、スターリング・ブリッジの戦い）が、1298年のファルカークの戦いでは重装騎兵と弓兵の連携によってスコットランド軍を撃破した。当時のスコットランド軍はシルトロン隊形を保つ大勢の槍兵と、剣と円盾を持つ兵で構成されていたが、装備は貧弱でイングランド軍と正面から激突するには限界があったからである。ファルカークの戦いによって大惨敗を喫したスコットランド軍は、ロバート1世も服従の申し出をしなければならない状況になり、エドワード1世は戦略的に重要な拠点であるスターリング城を占拠した。
その後、ロバート1世 はイングランドへの服従と反乱を繰り返し、一時はラスリン島に逃げるまで追い詰められたが、1307年にエドワード1世が死去すると、急速に勢力を盛り返してスコットランド全土で権威を確立した。エドワード1世の後を継いだエドワード2世は父の軍才を受け継いでおらず、決戦を避けてゲリラ戦術を駆使し、孤立した城を占領するロバート1世の戦略の前に後手に回った。1314年にスコットランド軍がスターリングを包囲する状況に陥ると、エドワード2世は大軍を編成してスターリングの救援に向かった。バノックバーンはスターリング城の南西に位置し、名称が意味する「小川」や池がいくつもある湿地帯であり、南側（イングランド側）からスターリング城へ向かうには、ここを通過する必要があった。

## 経過
エドワード2世はウェールズ、イングランド中部、北部諸州から2万を超える軍を召集した。主力となるのは弓兵と重装騎兵であり、この二つはスコットランド軍に対して優位を誇っていた。一方、ロバート1世も1万の軍勢を率いていたが、その大半が歩兵で騎兵は数百人しかいなかった。ロバート1世は数的不利と味方の脆弱さを補うために、戦場をバノックバーンに選んだ。また、イングランド軍の重装騎兵に対抗するため、小さな落とし穴を幾つも掘らせた。

### 1日目
イングランド軍は南西の方向からローマ街道に由来する道を進み、バノックバーンの野原に軍を展開した。対峙するスコットランド軍はロバート1世自身が陣頭に立って、騎兵で構成されたイングランド軍の先鋒に応戦した。このとき、ロバート1世はイングランド軍のヘンリー・ド・ブーンと一騎討ちを行い、自らの戦斧でヘンリーを討ち取っている。戦意の低い歩兵主体のスコットランド軍は、ロバート1世の英雄的な行動に士気を高め、これがイングランド軍の敗北に繋がる。300騎ほどのイングランド軍は小川を渡り、スターリング城を目指したが、スコットランド軍のシルトロン隊形と槍衾がこれを阻止した。日没頃になると、エドワード2世が率いる本隊がバノックバーンに到着したが、それ以上の攻撃は難しかったので野営に入った。

### 2日目
エドワード2世の本隊が到着したことで対応を迫られたロバート1世は、イングランド軍が強行軍によって疲弊し、士気も弱いという情報を得たことで、夜明けと同時に攻撃することを決意した。イングランド軍は重装騎兵が小川を渡っている一方、弓兵の多くが対岸に留まっていたので、ファルカークの戦いのように連携した戦術が採れなくなっていた。前日のロバート1世の奮戦で士気が上がっていたスコットランド軍の攻撃を受けて、野営中のイングランド軍は態勢を建て直すことができなかった。イングランド軍は背後に湿地帯があり、効果的な隊形を組む前にスコットランド軍のシルトロン隊形によって押し込まれた。その中でもイングランド軍の弓兵は勇敢に戦ったが、ロバート1世は配下の騎兵を使って危険を取り払った。
スコットランド軍はイングランド軍に猛攻撃をかけて、もう少しでエドワード2世を捕らえるほどだった。エドワード2世は自ら槌矛で応戦し、馬を失い、盾持ちまで捕らえられたが、ペンブルック伯ジャイルズ・ドゥ・アルジェンタンにより助けられた。ペンブルック伯は王をスターリング城に向かわせると、引き返して戦死した。エドワード2世はスターリング城に辿り着いたが、落城を予見していた城主によって入城を拒否された。そのためエドワード2世は戦いの場から逃亡し、イングランド軍は大敗した。スコットランドの詩人ジョン・バーバーによる叙事詩『ブルース』によると、壊滅したイングランド軍の死体で湿地帯が埋まったため、勝利したスコットランド軍は足を濡らさずにバノックバーンを渡れるほどだったという。

## 戦後の影響
この戦いの勝利によって、ロバート1世の在位中、スコットランドはイングランドよりも高い士気を保つことができた。しかし、イングランド軍の強さを認識していたロバート1世は軍事行動を制限し、二度と大きな会戦を行うことはなかった。ロバート1世は焦土戦術と小規模戦でイングランド軍に対抗し、1319年と1322年にエドワード2世率いるイングランド軍を撃破、1327年には若いエドワード3世の大軍を補給路の切断で瓦解に追い込んでいる。
ロバート1世は死の間際、デイヴィッド2世に対して、開けた場所でのイングランド軍との戦いを避けることと、ゲリラ戦での奇襲を心掛けるよう助言したが、デイヴィッド2世と後見人はこれを守らなかった。エドワード3世の下で弓兵と騎士の組み合わせに磨きをかけたイングランド軍は、1330年代になるとスコットランド軍を圧倒していくことになる。
イングランド軍にとってバノックバーンの戦いは、弓兵と騎馬攻撃を組み合わせることが難しいことを認識させる戦いだった。そこでイングランド軍の騎士は、騎乗しないで戦うことで弓兵との連携を強化していった。下馬騎士は中央で敵の攻撃を受け止め、左右の弓兵がロングボウによる射撃で敵を消耗させるという戦術である。この戦術はスコットランド軍との戦いで効果を出しはじめ、百年戦争でのクレシーの戦いやアジャンクールの戦いの勝利につながることになる。

## 行事
2014年6月28日-29日、バノックバーンにて、戦いから700年を記念する行事として当時の合戦の様子を再現する催しなどが行われた。

## カクテルの名に
ブラッディ・マリーのウォッカに代えてスコッチ・ウィスキーを使ったカクテルを「バノックバーン」と称する。この「バノックバーンの戦い」が由来で、イングランド人の血をトマトジュースに見立て、さらにスコットランド人に見立てたスコッチ・ウィスキーを加えたものであるため。そのため、このカクテルは、ウィスキーは必ずスコッチを使う。